# Arūnas Šileris
Arūnas Šileris (* 28. Dezember 1976 in Rokiškis) ist ein litauischer  liberaler  Politiker, seit 2023 Vizebürgermeister von Vilnius, Dolmetscher und Verleger. 

## Leben
Nach dem Abitur 1995 absolvierte er von 1995 bis 1999 das Bachelorstudium der Pädagogik der englischen Sprache an der Vilniaus pedagoginis universitetas, 2002 das Masterstudium Übersetzung an der Philologischen Fakultät und 2022 das Doktorstudium sowie 2023 promovierte an der Kommunikationsfakultät der Universität Vilnius in der litauischen Hauptstadt Vilnius. Er lehrte dort Wirtschaft des E-Verlagswesens. Von 2012 bis 2022 leitete er den Verlag Vyturio leidykla. Er gab Bücher zum Thema Bildung heraus.
Šileris arbeitete mehr als zwanzig Jahre lang als professioneller Dolmetscher und dolmetschte während ihrer Besuche in Litauen  für Tenzin Gyatso (den 14. Dalai Lama), die königliche Familie des Vereinigten Königreichs, die königliche Familie des Königreichs Schweden, US-Präsidenten Barack Obama. Seit Oktober 2023 ist er der vierte Vizebürgermeister, Stellvertreterin von Valdas Benkunskas.
Er ist Mitglied von Laisvės partija.

## Familie
Er ist verheiratet und hat zwei Kinder.